# Gare de Bercher
La gare de Bercher est une gare ferroviaire du chemin de fer Lausanne-Échallens-Bercher. Elle se situe sur le territoire de la commune de Bercher, dans le canton de Vaud, en Suisse.

## Situation ferroviaire
Établie à 627 m d'altitude, la gare de Bercher est située au point kilométrique 22,82 de la ligne Lausanne – Bercher (101). Elle se situe après la gare de Fey, il s'agit de la gare terminus de la ligne.

## Histoire
Construite en 1889 par la compagnie du Central-vaudois. Son emplacement avait été décidé dans l'esprit de prolonger la ligne suivant le projet dit de la rive droite de la Mentue. Toutefois, la ligne n'aura jamais été prolongée durant toute la vie de la compagnie du Central-vaudois.
À son origine, la gare de Bercher est relativement importante. Elle comporte un bâtiment pour les voyageurs qui comprend six pièces, mais aussi une halle pour les marchandises, une remise pour garer le matériel roulant ainsi qu'un château d'eau pour ré-approvisionner les locomotives. La fabrique de Nestlé construira son propre hangar relié à un téléphérique qui passe au-dessus du village.
En 1922, on prolonge les voies en anticipation de l'électrification de la ligne. Dans les années 1950, la Société vaudoise d'agriculture et de viticulture exploite l'ancien hangar de Nestlé et permet d'assurer le trafic marchandises sur la ligne. Durant la même décennie, l'ancien bâtiment en bois de la halte de Prilly-Chasseur est récupéré et remonté comme deuxième halle à marchandises. En 1961, le buffet de la gare est transformé. En 1964, le bâtiment de la gare voyageurs est transformé et les anciennes halles à marchandises sont démolies à cause d'un trop mauvais état.
Jusque dans les années 1980, la gare de Bercher comportait 2 voies pour les voyageurs. Actuellement, la deuxième voie est utilisée comme évitement, et seule une voie parallèle au quai, qui a été surélevé, demeure. Il y a toutefois encore deux voies menant au hangar qui subsistent.
En 2013, la gare compte une moyenne de 576 passagers par jour, soit 2,73 % des mouvements journaliers de la ligne.

## Service des voyageurs

### Accueil
Point d'arrêt non géré, elle dispose : d'une salle d'attente, d'un automate à billets CFF, d'un oblitérateur pour cartes multicourses, d'un interphone pour effectuer des appels d'urgence et des toilettes publiques. Elle est protégée grâce à un système de vidéosurveillance.
En face de la gare se trouve un établissement de restauration, l'Hôtel-Restaurant de la Gare. Il y a aussi une boîte postale, une cabine téléphonique et un distributeur automatique de produits alimentaires.

### Desserte
Bercher est le terminus de la ligne, elle est desservie par des trains régionaux et directs à destination d'Échallens et de Lausanne-Flon.

Installations et dessertes
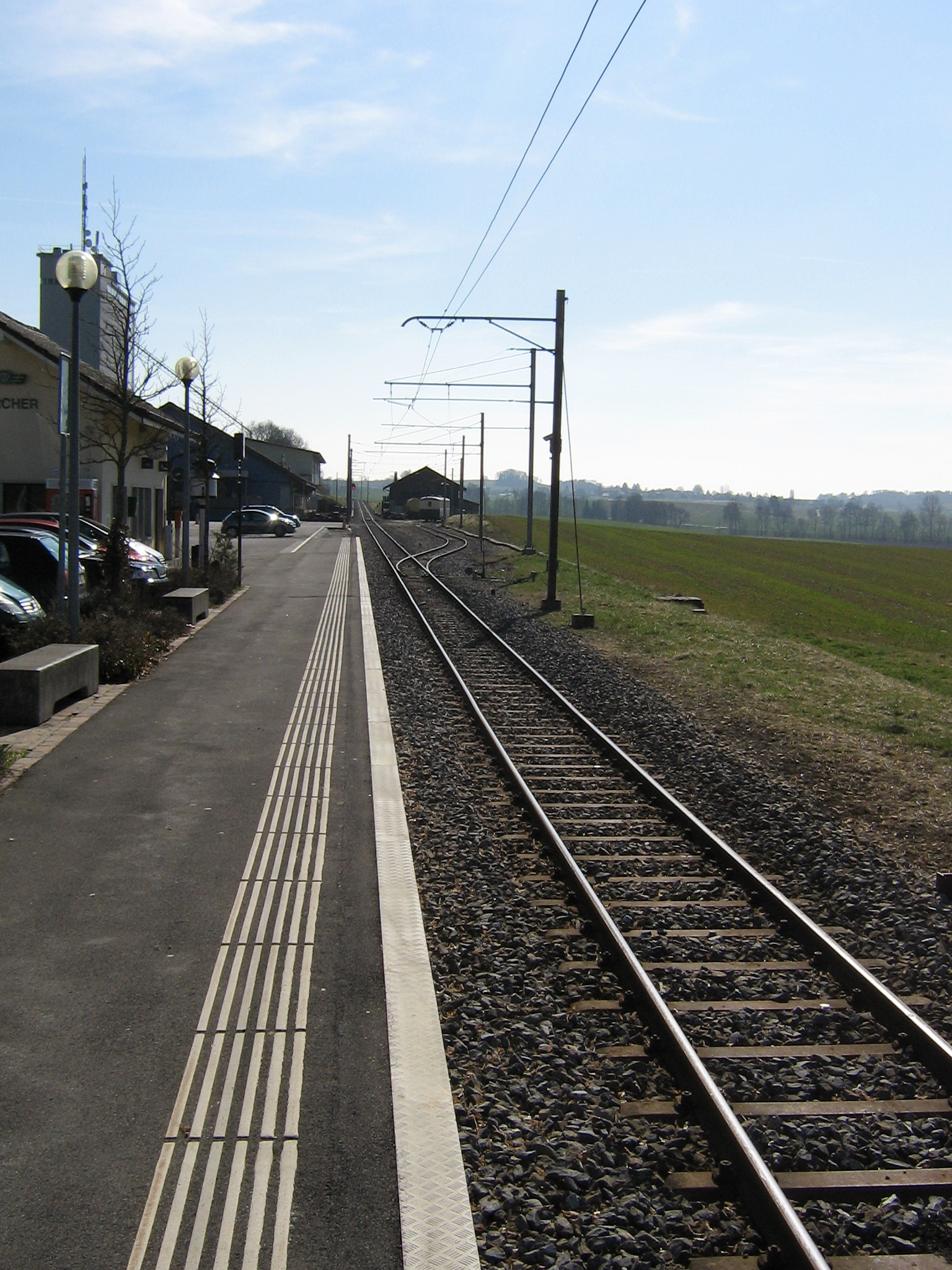
Quais.
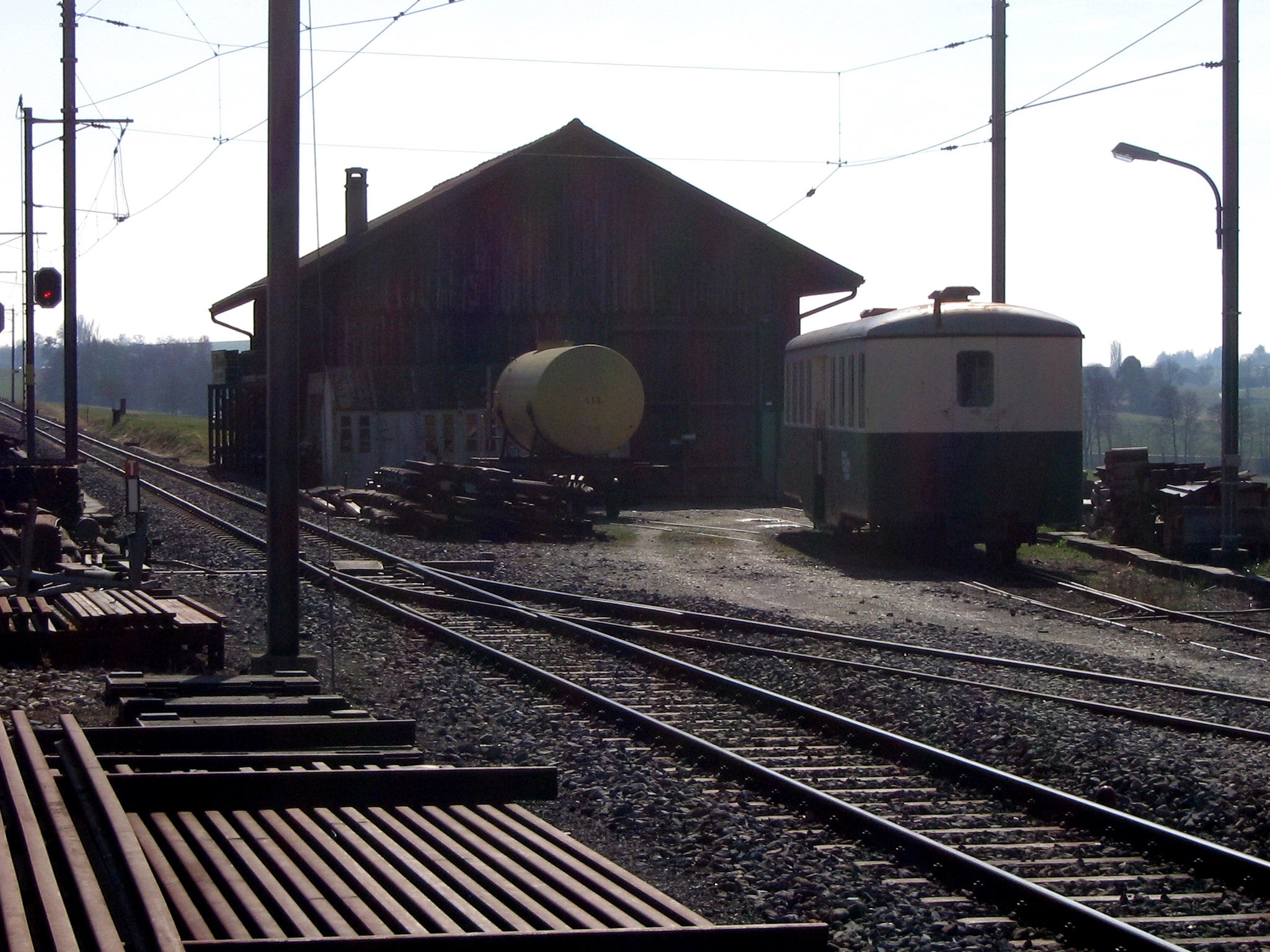
Halle à marchandises.
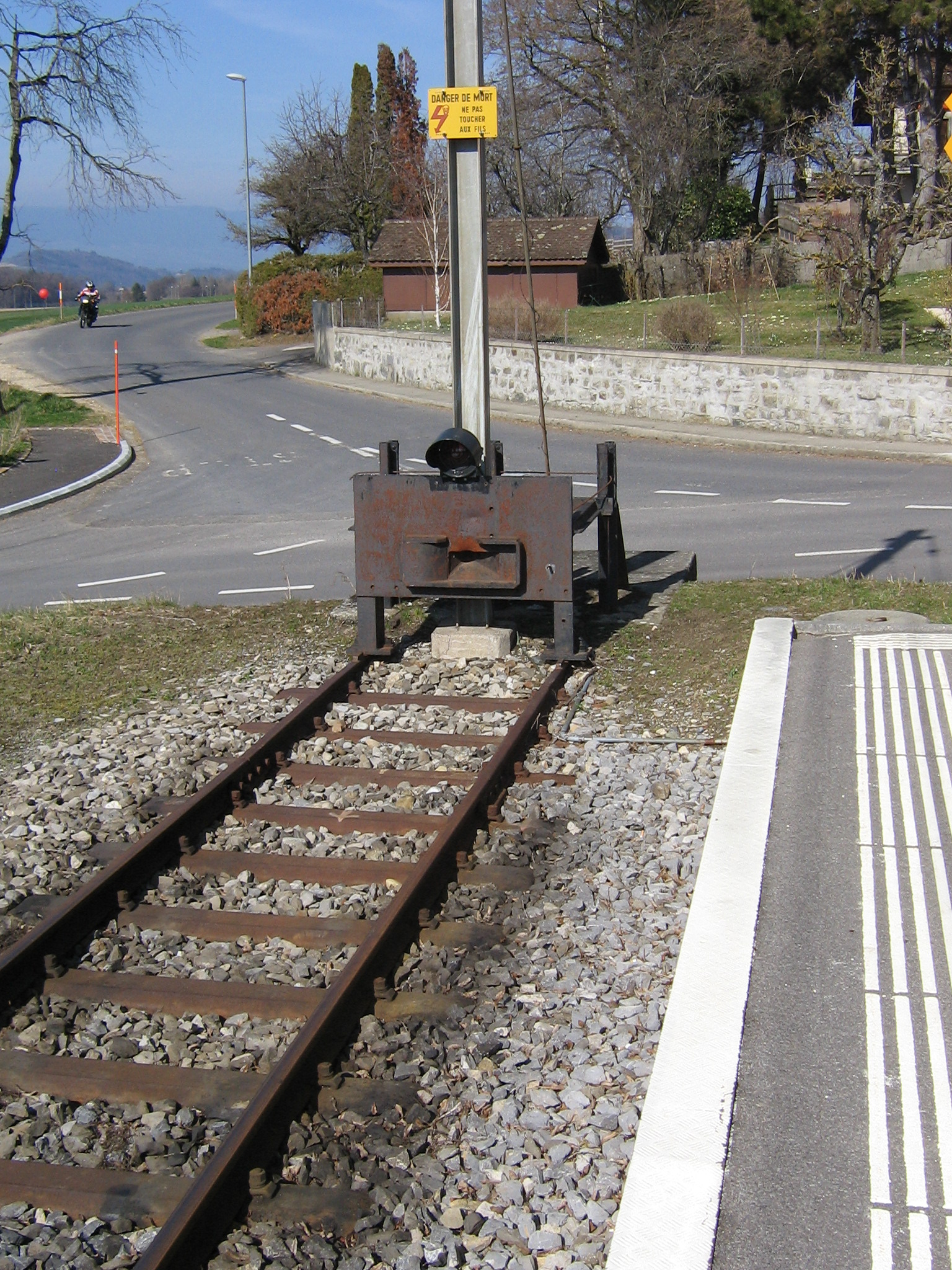
Terminus.
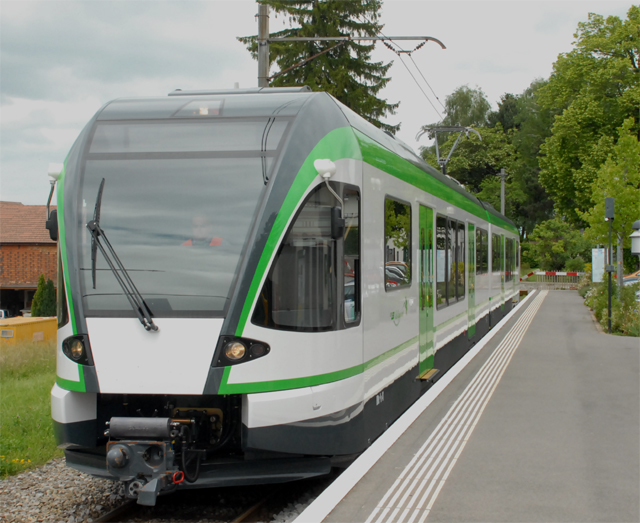
Desserte.

### Intermodalité
Elle dispose d'un abri à vélos fermé.